# Rosalie Rendu

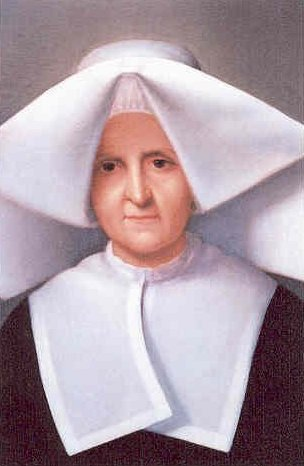
Rosalie Rendu (etwa 1850)

Rosalie Rendu (* 9. September 1786 in Confort; † 7. Februar 1856 in Paris) war eine französische Vinzentinerin, die 2003 seliggesprochen wurde.

## Leben und Werk

### Der Weg zu den Vinzentinerinnen
Jeanne-Marie Rendu wuchs als ältestes von vier Mädchen eines Landwirts in der Pfarrei Lancrans bei Bellegarde-sur-Valserine (Département Ain) auf. Sie war das Patenkind von Jacques-André Émery, persönlicher Freund ihres Großvaters. Die Familie bot von der Französischen Revolution verfolgten Priestern Unterschlupf, u. a. Bischof Joseph-Marie Paget (1727–1810) von Genf. Mit Unterstützung des Ortspfarrers François Colliex (1766–1841) ging Jeanne-Marie 1800 in ein Pensionat der Ursulinen nach Gex und von dort zwei Jahre später mit Hilfe des Gexer Pfarrers Pierre-Marin Rouph de Varicourt (1755–1825) zu den  Vinzentinerinnen von Carouge bei Genf.

### 50 Jahre Wirken in Paris
Nach einem Postulat bei den Vinzentinerinnen von Gex wechselte sie 1802 mit zwei weiteren Postulantinnen zu den Vinzentinerinnen von Paris in deren damaliges Mutterhaus (Rue du Vieux-Colombier Nr. 11) im 6. Arrondissement. Sie wurde als Vinzentinerin eingekleidet (namentlich mit der auffälligen Cornette, einer großen gestärkten Haube), nahm den Ordensnamen Rosalie an und bezog am 10. Mai 1803 in der Rue de l'Épée-de-Bois Nr. 5 (Pfarre St-Médard im Faubourg Saint-Marcel) das Haus, von dem aus sie 50 Jahre lang (und ab 1815 als Oberin) ihren Dienst an den Kindern, den Armen und den Kranken versehen und als Apostel der Rue Mouffetard zu Pariser  Berühmtheit aufsteigen sollte. Dank Mut, Tüchtigkeit und einer natürlichen Gabe für den Umgang mit Menschen jedes Standes überstand sie heldenhaft zwei Revolutionen und drei Choleraepidemien (1832, 1849 und 1854) und beeinflusste den Sozialkatholizismus um Frédéric Ozanam. 

### Anerkennung und Ehrungen
1852 kam Innenminister Herzog von Persigny persönlich, um ihr das Kreuz der Ehrenlegion zu überreichen, eine Ehrung, die sie missbilligend hinnahm. Am 18. März 1854 erhielt sie den Besuch von Kaiser Napoleon III. und seiner Gemahlin Eugénie und freute sich über die positiven Folgen für ihre Schutzbefohlenen. Als sie 1856 im Alter von 69 Jahren starb, folgten ihrem Sarg rund 50 000 Menschen zum Cimetière Montparnasse.
Sie fand in ihrem Mitarbeiter Armand de Melun (1807–1877) einen Biographen von Rang, dessen Buch noch im selben Jahr ins Deutsche übersetzt wurde. In Paris ist seit 1868 die Avenue de la Sœur-Rosalie im 13. Arrondissement nach ihr benannt. Im 5. Arrondissement tragen zwei katholische Schulen ihren Namen.

### Seligsprechung
Der 1953 eingeleitete Seligsprechungsprozess wurde 2003 mit ihrer Seligsprechung durch Papst Johannes Paul II. abgeschlossen.